# بید کم‌سبز

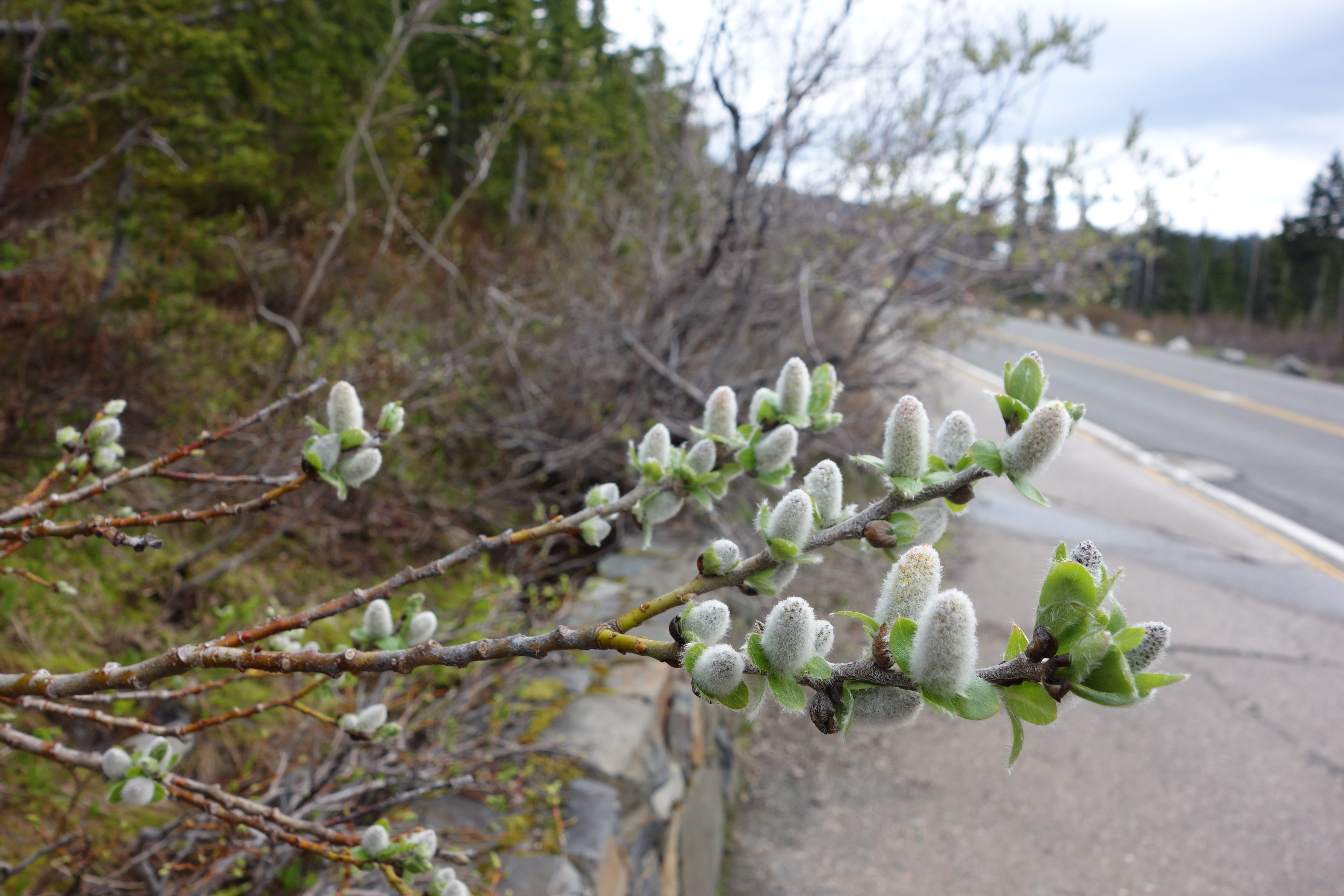
Undergreen Willow

بید کم‌سبز (نام علمی: Salix commutata) نام یک گونه از سرده بید است.